# Kornelijus Platelis
Kornelijus Platelis (ur. 22 stycznia 1951 w Szawlach) – litewski poeta, eseista i tłumacz, działacz kulturalny, polityk, minister edukacji i nauki w latach 1998–2000.

## Życiorys
Ukończył w 1973 studiów w Wileńskim Instytucie Inżynierii Budownictwa, po czym odbył służbę wojskową. Następnie do 1988 pracował jako inżynier w przedsiębiorstwach budowlanych w Druskienikach.
W 1980 zadebiutował jako poeta. Wydał kilka tomów wierszy i esejów. Jego poezja była tłumaczona na wiele języków. Sam tłumaczył na język litewski utwory m.in. T.S. Eliota, Seamusa Heaneya, Ezry Pounda, Czesława Miłosza, Juliusza Słowackiego i Wisławy Szymborskiej. W 1989 został członkiem litewskiego PEN Clubu, w latach 1991–1995 pełnił funkcję prezesa tej instytucji. Od 1990 kierował festiwalem literackim Poetinis Druskininkų ruduo.
W 1988 związał się z Sąjūdisem. Od 1991 do 1993 pełnił funkcję wiceministra kultury i edukacji. W latach 1993–1995 był doradcą w Litewskim Związku Miast, a od 1995 do 1996 zastępcą mera Druskienik. Od 1996 do 1998 kierował wydawnictwem „Vaga” w Wilnie.
1 maja 1998 objął stanowisko ministra edukacji i nauki w gabinecie Gediminasa Vagnoriusa. Zachował tę funkcję w rządach Rolandasa Paksasa i Andriusa Kubiliusa. Zakończył urzędowanie w listopadzie 2000.
W 2001 objął stanowisko redaktora czasopisma „Literatūra ir menas”. We wrześniu 2011 został społecznym doradcą premiera Andriusa Kubiliusa ds. kultury.

## Nagrody
- 1985 – Nagroda Jaćwingów
- 1996 – Poezijos pavasaris
- 2002 – Litewska narodowa nagroda w dziedzinie literatury i sztuki

## Twórczość
Poezja
- Žodžiai ir dienos, Wilno 1980
- Namai ant tilto, Wilno 1984
- Pinklės vėjui, Wilno 1987
- Luoto kevalas, Wilno 1990
- Prakalbos upei (wybór), Wilno 1995
- Atoslūgio juosta, Wilno 2000
- Palimpsestai, Wilno 2004

Eseje
- Būstas prie Nemuno, Wilno 1989